# Marshall, Indiana
Marshall är en ort i Parke County i delstaten Indiana, USA.